# Sultanlar Ligi
La Sultanlar Ligi è la massima serie del campionato turco di pallavolo femminile: al torneo partecipano quattordici squadre di club turche e la squadra vincitrice si fregia del titolo di campione di Turchia.

## Albo d'oro
| Dal 1984 al 2016 la competizione è denominata Voleybol 1. Ligi |               |               |                   |
| 1984-85 Dettagli                                               | Eczacıbaşı    | Milangaz      | Arçelik           |
| 1985-86 Dettagli                                               | Eczacıbaşı    | Milangaz      | Arçelik           |
| 1986-87 Dettagli                                               | Eczacıbaşı    | Milangaz      | Emlakbank         |
| 1987-88 Dettagli                                               | Eczacıbaşı    | Galatasaray   | Milangaz          |
| 1988-89 Dettagli                                               | Eczacıbaşı    | Galatasaray   | Emlakbank         |
| 1989-90 Dettagli                                               | Emlakbank     | Eczacıbaşı    | Galatasaray       |
| 1990-91 Dettagli                                               | Emlakbank     | Eczacıbaşı    | VakıfBank         |
| 1991-92 Dettagli                                               | VakıfBank     | Emlakbank     | Eczacıbaşı        |
| 1992-93 Dettagli                                               | Güneş Sigorta | Eczacıbaşı    | VakıfBank         |
| 1993-94 Dettagli                                               | Eczacıbaşı    | Emlakbank     | Yeşilyurt         |
| 1994-95 Dettagli                                               | Eczacıbaşı    | VakıfBank     | Beşiktaş          |
| 1995-96 Dettagli                                               | Emlakbank     | Beşiktaş      | Eczacıbaşı        |
| 1996-97 Dettagli                                               | VakıfBank     | Beşiktaş      | Güneş Sigorta     |
| 1997-98 Dettagli                                               | VakıfBank     | Eczacıbaşı    | Emlakbank         |
| 1998-99 Dettagli                                               | Eczacıbaşı    | Güneş Sigorta | VakıfBank         |
| 1999-00 Dettagli                                               | Eczacıbaşı    | Güneş Sigorta | VakıfBank         |
| 2000-01 Dettagli                                               | Eczacıbaşı    | VakıfBank GS  | Galatasaray       |
| 2001-02 Dettagli                                               | Eczacıbaşı    | VakıfBank GS  | Beşiktaş          |
| 2002-03 Dettagli                                               | Eczacıbaşı    | VakıfBank GS  | Beşiktaş          |
| 2003-04 Dettagli                                               | VakıfBank GS  | Beşiktaş      | Eczacıbaşı        |
| 2004-05 Dettagli                                               | VakıfBank GS  | Emlak-TOKİ    | Eczacıbaşı        |
| 2005-06 Dettagli                                               | Eczacıbaşı    | VakıfBank GS  | Beşiktaş          |
| 2006-07 Dettagli                                               | Eczacıbaşı    | Fenerbahçe    | Karşıyaka         |
| 2007-08 Dettagli                                               | Eczacıbaşı    | Fenerbahçe    | Türk Telekom      |
| 2008-09 Dettagli                                               | Fenerbahçe    | Eczacıbaşı    | Türk Telekom      |
| 2009-10 Dettagli                                               | Fenerbahçe    | VakıfBank GS  | Eczacıbaşı        |
| 2010-11 Dettagli                                               | Fenerbahçe    | VakıfBank GS  | Eczacıbaşı        |
| 2011-12 Dettagli                                               | Eczacıbaşı    | VakıfBank     | Fenerbahçe        |
| 2012-13 Dettagli                                               | VakıfBank     | Eczacıbaşı    | Galatasaray       |
| 2013-14 Dettagli                                               | VakıfBank     | Fenerbahçe    | Eczacıbaşı        |
| 2014-15 Dettagli                                               | Fenerbahçe    | VakıfBank     | Eczacıbaşı        |
| 2015-16 Dettagli                                               | VakıfBank     | Fenerbahçe    | Eczacıbaşı        |
| Dal 2016 la competizione è denominata Sultanlar Ligi           |               |               |                   |
| 2016-17 Dettagli                                               | Fenerbahçe    | Galatasaray   | VakıfBank         |
| 2017-18 Dettagli                                               | VakıfBank     | Eczacıbaşı    | Fenerbahçe        |
| 2018-19 Dettagli                                               | VakıfBank     | Eczacıbaşı    | Fenerbahçe        |
| 2019-20 Dettagli                                               | Non assegnato | Non assegnato | Non assegnato     |
| 2020-21 Dettagli                                               | VakıfBank     | Fenerbahçe    | Türk Hava Yolları |
| 2021-22 Dettagli                                               | VakıfBank     | Fenerbahçe    | Eczacıbaşı        |
| 2022-23 Dettagli                                               | Fenerbahçe    | Eczacıbaşı    | VakıfBank         |
| 2023-24 Dettagli                                               | Fenerbahçe    | Eczacıbaşı    | VakıfBank         |
| 2024-25 Dettagli                                               | VakıfBank     | Fenerbahçe    | Eczacıbaşı        |

## Palmarès
| Squadra       | Titolo | Stagione |
| ------------- | ------ | --- |
| Eczacıbaşı    | 16     | 1984-85, 1985-86, 1986-87, 1987-88, 1988-89, 1993-94, 1994-95, 1998-99, 1999-00, 2000-01, 2001-02, 2002-03, 2005-06, 2006-07, 2007-08, 2011-12 |
| VakıfBank     | 13     | 1991-92, 1996-97, 1997-98, 2003-04, 2004-05, 2012-13, 2013-14, 2015-16, 2017-18, 2018-19, 2020-21, 2021-22, 2024-25                            |
| Fenerbahçe    | 7      | 2008-09, 2009-10, 2010-11, 2014-15, 2016-17, 2022-23, 2023-24                                                                                  |
| Emlakbank     | 3      | 1989-90, 1990-91, 1995-96 |
| Güneş Sigorta | 1      | 1992-93 |